# Vernon (nome)
Vernon  è un nome proprio di persona inglese maschile.

## Varianti
- Femminili: Verna[2]
- Diminutivi: Vern[1]

## Origine e diffusione
Deriva da un cognome inglese di origine normanna, basato su un toponimo francese, a sua volta derivato dalla parola gallica vern, che significa "ontano" (la stessa radice a cui risalgono anche i nomi Vere e Laverne); il significato complessivo può quindi essere "bosco di ontani". È in uso fin dal XIX secolo.
La forma femminile Verna è spesso associata al latino vernus, "primavera". Secondo alcune interpretazioni, inoltre, proprio da Verna deriva il nome italiano Virna.

## Onomastico
Non esistono santi che portano questo nome, che quindi è adespota. L'onomastico può essere festeggiato in occasione di Ognissanti, il 1º novembre.

## Persone
- Vernon Dobtcheff, attore francese

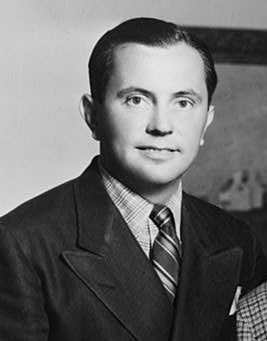
Vernon Duke

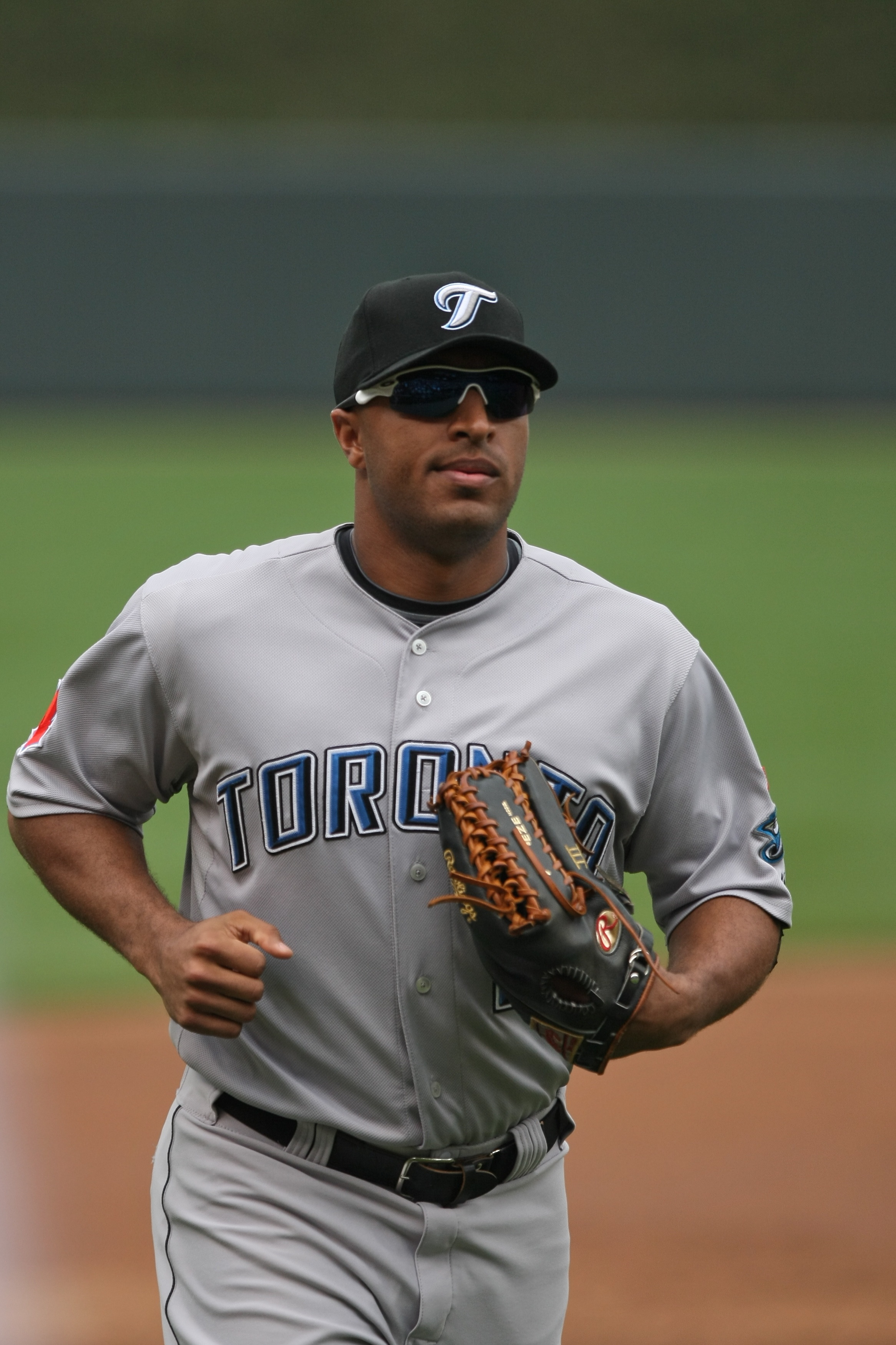
Vernon Wells

- Vernon Duke, compositore russo naturalizzato statunitense
- Vernon Forrest, pugile statunitense
- Vernon Hamilton, cestista statunitense
- Vernon Macklin, cestista statunitense
- Vernon Maxwell, cestista statunitense
- Vernon Louis Parrington, storico e allenatore di football statunitense
- Vernon Pugh, dirigente sportivo, rugbista a 15 e allenatore di rugby britannico
- Vernon Reid, chitarrista statunitense
- Vernon Smith, economista statunitense
- Vernon Smith, cestista statunitense
- Vernon A. Walters, militare e diplomatico statunitense
- Vernon Wells, attore australiano
- Vernon Wells, giocatore di baseball statunitense

### Variante Vern
- Vern Fleming, cestista e allenatore di pallacanestro statunitense
- Vern Gardner, cestista statunitense
- Vern Hatton, cestista statunitense
- Vern Mikkelsen, cestista e allenatore di pallacanestro statunitense
- Vern Schuppan, pilota di Formula 1 australiano

### Variante femminile Verna
- Verna Felton, doppiatrice e attrice statunitense
- Verna Harrah, produttrice cinematografica statunitense

## Il nome nelle arti
- Vernon Dursley è un personaggio della serie di romanzi e film Harry Potter, creata da J. K. Rowling.
- Vernon Lee era lo pseudonimo utilizzato da Violet Page, scrittrice britannica.
- Verna Sauventreen della serie fantasy La spada della verità, creata da Terry Goodkind.
- Vernon Schillinger è un personaggio della serie televisiva Oz.